# Mucaba
Mucaba é uma cidade e município da província do Uíge, em Angola.
Mucaba limita-se a norte com o município de Damba, a leste com o município de Mabanza Sosso, a sul com o município do Bungo, e a oeste com o município de Songo.
O município é constituído pela comuna-sede, correspondente à cidade de Mucaba, e pela comuna de Uando. Têm como ponto referencial marcante a Serra de Mucaba, que inclusive lhe empresta o nome.
É um município com perfil econômico eminentemente agrícola.
Foi nesta cidade que ocorreu a famosa Batalha de Mucaba, entre 29 e 30 de abril de 1961, em que o exército colonial português ficou sitiado dentro de uma capela por horas, sendo atacado por guerrilheiros da União das Populações de Angola (UPA; posteriornmente FNLA). O exército colonial assegurou a localidade, naquele que viria ser o primeiro fogo denso da Guerra de Independência de Angola.